# Superman (Terra 2)
O Superman da Terra 2, também chamado de Superman da Terra Paralela ou Superman da Era de Ouro, é um personagem fictício de banda desenhada outrora publicado pela editora estadunidense DC Comics, sendo uma versão mais antiga do personagem conhecido como Superman publicado atualmente. É considerado o primeiro super-herói da assim chamada Terra 2 e, historicamente, o primeiro super-herói com poderes das histórias em quadrinhos. A editora DC Comics, ao realizar a série em quadrinhos Crise nas Infinitas Terras retirou a existência desse personagem de sua cronologia. Recentemente, com a Crise Infinita, o Superman da Terra 2 foi novamente adicionado,assim como os eventos que se sucederam no Multiverso.

## Origem
A origem de Superman da Terra 2 não é muito diferente da que conhecemos.
Na dimensão da Terra 2, o brilhante cientista Jor-L descobriu que o planeta Krypton estava prestes a explodir e, ainda assim, não conseguiu convencer os demais Kryptonianos a escaparem para se salvar.  No entanto, ele conseguiu construir uma espaçonave para salvar o filho recém-nascido que havia tido com sua mulher Lora, Kal-L. A nave foi lançada exatamente enquanto o planeta finalmente explodia, com Kal-L chegando à Terra no período do final da Primeira Guerra Mundial; Em Krypton da Terra 2, os kryptonianos já tinham poderes mesmo em Krypton. Mas estes eram menores que os de Superman devido a alta gravidade do planeta, por isso ninguém sobreviveu a explosão. A aterrissagem do foguete levando o pequeno Kal-L foi observada por John e Mary Kent, que passavam de carro. O casal levou a criança a um orfanato e logo retornaram para adotá-lo, chamando-o "Clark". (Nota: Os nomes Jor-L, Kal-L, Lora, John e Mary foram eventualmente alterados para os mais modernos Jor-El, Kal-El, Lara, Jonathan e Martha, entre o final dos anos 40 e final dos anos 50).
Clark Kent teve uma infância perfeitamente normal na fazenda da família Kent, lentamente descobrindo que possuía diversos superpoderes, mas inconsciente de sua origem Kryptoniana. Após a morte de seus pais em 1938, Clark decide que irá usar seus poderes em benefício da humanidade, construindo um uniforme estilizado e se mudando para Metrópolis.
Conseguindo emprego no jornal Estrela Diária, Clark logo faz sua estréia como o primeiro super-herói do mundo, Superman. Nos anos 40, os poderes do Superman aumentam em relação aos poderes de suas primeiras aparições, incluindo um grande aumento de sua superforça e ganhando a habilidade de voar (em seus primeiros quadrinhos, Superman podia apenas saltar aproximadamente 1/8 milha de cada vez
). Superman finalmente descobriu a existência de Krypton.

## Diferenças de Superman da Terra 2 em relação as encarnações modernas
| Superman da Terra 2 (1938-1955, e aparições esporádicas até Crise) | Superman da Terra 1 (1955-1985)                                                                              | Superman pós-Crise nas Infinitas Terras (1986- 2006) | Superman pós-Crise infinita (2007-2010)                                                                                          | Superman pós- Flashpoint (2011-Atual)                                                                  |
| --- | --- | --- | --- | --- |
| Começou a carreira adulto, em 1938, em Metrópolis. Superman da Terra 2 nunca foi Superboy, apesar de certa vez o Superboy da Terra 1 ter retornado no tempo e o ajudado na adolescência a lidar com seus poderes. | Começou a carreira ainda criança em Smallville, em 1945.                                                     | Começou a carreira adulto em 1978 (cerca de 6 anos antes da Crise) | Começou a carreira ainda criança em 1982, na cidade de Smallville.                                                               | Começou a carreira quase adolescente para ajudar a vizinhança pobre                                    |
| Krypton na Terra 2 ficava em nosso próprio sistema solar. Nos anos 30, acreditava-se que o cinturão de asteróides entre Marte e Júpiter poderiam ser os fragmentos de um planeta destruído, teoria que foi derrubada pela moderna Astronomia. | Krypton fica a 55 anos-luz da Terra.                                                                         | Krypton fica a 55 anos-luz da Terra. | Krypton fica a 55 anos-luz da Terra.                                                                                             | Krypton fica a 55 anos-luz da Terra.                                                                   |
| Os kryptonianos da dimensão da Terra 2 tinham poderes mesmo estando em Krypton, mas seus dons eram menores em Krypton devido a alta gravidade (Mas ainda assim, podiam realizar feitos sobre-humanos naquele planeta.) | Kryptonianos só tem poderes sob um sol amarelo; o sol vermelho os retira.                                    | Kryptonianos só tem poderes sob um sol amarelo; falta de exposição os retira. Além disso, um defeito genético faz com que kryptonianos morram se retirados de Krypton. (Superman não tem, devido a um soro criado por Jor-El). | Kryptonianos só tem poderes sob um sol amarelo; o sol vermelho os retira. (Ausência de defeito genético)                         | Kryptonianos só tem poderes sob um sol amarelo: o sol vermelho os retira.                              |
| O nome kryptoniano de Superman é Kal-L. | O nome kryptoniano de Superman é Kal-El.                                                                     | O nome kryptoniano de Superman é Kal-El | O nome kryptoniano de Superman é Kal-El                                                                                          | O nome kryptoniano de superman é Kal-El                                                                |
| O nome do pai kryptoniano nesta dimensão é Jor-L, e sua mãe Lora. | O nome do pai kryptoniano dele é Jor-El, e sua mãe Lara.                                                     | O nome do pai kryptoniano dele é Jor-El, e sua mãe Lara. | O nome do pai kryptoniano dele é Jor-El, e sua mãe Lara.                                                                         | O nome de do pai kryptoniano é Jor-El e sua mãe Lara                                                   |
| Seus pais terrestres morreram pouco antes dele criar sua identidade uniformizada. | Seus pais terrestres morreram pouco antes dele se tornar adulto.                                             | Ambos os pais eram vivos. | Apenas seu pai terrestre morreu pouco antes dele ficar adulto. A mãe ainda é viva.                                               | Seus pais terrestres morreram pouco antes dele se tornar uma adolescente.                              |
| Superman da Terra 2 só teve um único amor: Lois Lane, com quem mais tarde se casou. | Superman teve vários romances: Lois Lane, Lana Lang, Lori Lemaris, Leela Ler-Rol, etc.                       | Superman teve vários romances: Lois Lane, Lana Lang, Lori Lemaris, Cat Grant, Linda Danvers etc. | Superman teve vários romances: Lois Lane, Lana Lang, Lori Lemaris, Cat Grant, Leela Ler-Rol, Mulher-Maravilha, Maxima, etc.      | Superman teve vários relacionamentos amorosos: Lana Lang, Lois Lane, Lucy Lane, Mulher-Maravilha, etc. |
| Superman foi um dos fundadores da Sociedade da Justiça. | Superman foi um dos fundadores da Liga da Justiça.                                                           | Superman foi apenas um membro reserva da Liga da Justiça. | Superman foi um dos fundadores da Liga da Justiça.                                                                               | Superman foi um dos fundadores da Liga da Justiça                                                      |
| Foi repórter do Estrela Diária (Daily Star) e mais tarde seu editor. O antigo editor era George Taylor. | Repórter do Planeta Diário e mais tarde repórter televisivo do canal SGT.                                    | Foi repórter do Planeta Diário | Foi repórter do Planeta Diário                                                                                                   | Foi repórter do Estrela Diária e mais tarde do Planeta Diário.                                         |
| Poderosa é o nome de sua prima. | Tinha Supergirl como prima.                                                                                  | Não tinha parentes kryptonianos vivos. | Tinha Supergirl como prima. | Tem Supergirl como prima.                                                                              |
| Superman era bastante violento no início de carreira: em sua aparição ele jogou violentamente um malfeitor na parede. Depois, ele ficou mais calmo, mas ainda assim preferia resolver mais as coisas no físico que sua contraparte da Terra 1. | Superman sempre foi o bom moço.                                                                              | Superman sempre se refreou, com exceção da execução dos 3 Supercriminosos do Mundo Compacto. | Superman sempre foi o bom moço.                                                                                                  | Superman era bastante violento no início de sua carreira. Depois, ele ficou mais calmo.                |
| O uniforme era feito de um tecido kryptoniano invulnerável. | O uniforme era feito de um tecido kryptoniano invulnerável.                                                  | O uniforme era feito de tecido comum, que em contato com sua aura kryptoniana ficava invulnerável. O mesmo não ocorria com a capa.                                                                                             | O uniforme é feito de um tecido kryptoniano invulnerável.                                                                        | O uniforme é uma armadura de batalha Kryptoniana capaz de torná-lo inivsível.                          |
| A Fortaleza de Superman da Terra 2 ficava numa montanha nos arredores de Metrópolis. | A Fortaleza de Superman da Terra 2 ficava no Pólo Norte.                                                     | A Fortaleza de Superman da Terra 2 ficava no Pólo Norte, foi criada pelo artefato Erradicador. | A Fortaleza de Superman da Terra 2 ficava no Pólo Norte.                                                                         | A Fortaleza de Superman fica no Polo Norte                                                             |
| Ele descobriu que era kryptoniano quando retornou no tempo a fim de descobrir a origem da kryptonita que estava em poder de Alexei Luthor. | Já sabia que era kryptoniano desde o começo, pois usava sua supermemória para relembrar Krypton.             | Descobriu que era kryptoniano quando em contato com dispositivos na nave que o trouxe a Terra, em seu segundo ano como Superman.                                                                                               | Descobriu que era kryptoniano quando em contato com dispositivos na nave que o trouxe a Terra, em seu segundo ano como Superman. | Ele descobriu que era kryptoniano após sua primeira grande batalha, contra Brainiac.                   |
| Foi enviado de Krypton recém-nascido para a Terra. | Foi enviado de Krypton já balbuciando as primeiras palavras para a Terra.                                    | Foi enviado de Krypton em estado embrionário para a Terra, sendo parido na atmosfera terrestre. | Foi enviado de Krypton recém-nascido para a Terra.                                                                               | Foi enviado de Krypton recém-nascido para a Terra.                                                     |
| O primeiro inimigo de Superman na Terra 2 foi o Ultra-Humanóide: ele era um cientista aleijado e careca que queria dominar o mundo com suas invenções. Ao morrer tentando matar Superman com uma arma elétrica, teve seu cérebro transplantado por assistentes para o corpo da atriz Dolores Winters. Daí por diante ele já ocupou diversos corpos, como o de um tiranossauro, uma formiga gigante, e terminou por parar no corpo de um gorila branco. | O primeiro inimigo de Superman na Terra 1 foi Lex Luthor quando estes ainda eram adolescentes em Smallville. | O primeiro inimigo de Superman foi Lex Luthor e se conheceram adultos. | O primeiro inimigo de Superman foi Lex Luthor quando estes ainda eram adolescentes em Smallville.                                | O seu primeiro grande inimigo foi Metallo.                                                             |

## Evolução do personagem
Os poderes de Superman começaram bem reduzidos: No começo, ele podia erguer um avião, pular mais alto que um prédio e resistir a balas de obus; os poderes foram aumentando e ele já conseguia erguer pesos de milhares de toneladas, voar literalmente e ser resistente capaz de sobreviver a explosões nucleares. No final da década de 1950, seu voo era tal que poderia atingir a velocidade da luz e até quebrar a barreira do tempo. Durante os anos 40 o Superman também se tornou um membro da Sociedade da Justiça da América, ainda que só tenha sido mostrado participando em apenas dois casos nas histórias originais da Era de Ouro.
Entretanto, a partir dos anos 70, vários autores começaram a abordar histórias retroativas com o herói e seus aliados. Em All-Star Comics (segunda série), o Superman da Terra 2 lutava ao lado da Sociedade da Justiça (que nesta época era chamada de Super-Batalhão). No ano de 1977, a origem da Sociedade da Justiça foi finalmente contada após mais de 40 anos de existência do grupo. No ano de 1940, o Superman da Terra 2, Batman da Terra 2, Flash Jay Garrick, Lanterna Verde Alan Scott, Gavião Negro, Sandman Wesley Dodds, o Homem-Hora original, o Átomo original (Al Pratt), Sr. Destino e O Espectro haviam parado uma invasão nazista na Inglaterra, impedido que um bombardeiro experimental nazista destruísse a Casa Branca, e impediram que uma valquíria germânica assassinasse Franklin Delano Roosevelt (presidente dos Estados Unidos na época). E isso tudo na mesma história. E o nome Sociedade da Justiça foi sugerido pelo próprio Superman.

## Versus Mulher-Maravilha
Apesar de escrita em 1978, All-New Collectors Edition #C-54 (No Brasil, Super-Homem versus Mulher-Maravilha, publicada pela EBAL no ano seguinte) mostrou que em plena Segunda Guerra os dois maiores heróis da Terra 2 se enfrentaram. O Super-Homem e a Mulher-Maravilha descobrem quase simultaneamente a existência do projeto Manhattan. A pedido dos militares, o Homem de Aço resolve proteger a bomba atômica, para que ela não caia nas mãos dos nazi-fascistas. A Mulher-Maravilha, ao contrário, acha a simples existência de tal arma uma afronta à humanidade e resolve destruí-la a qualquer custo.
Enquanto o Super-Homem, argumenta que a bomba não será usada e que sua existência vai intimidar os inimigos, a Mulher-Maravilha acha imoral que alguém tenha tal poder. A luta é inevitável, um combate de proporções avassaladoras. Mas antes do fim do combate os heróis são obrigados a se unir contra um inimigo comum.
A pedido do Super-Homem, a Mulher-Maravilha, claramente desconfortável com a situação, ouve do próprio presidente Roosevelt, que a bomba jamais será usada, que será usada apenas como uma mostra de força.

## Casamento
Em algum ponto dos anos 50, Superman se casou com Mirian Lane, a Lois Lane da Terra 2. Foi mostrado que o vilão Wizard (O Bruxo) fez um feitiço que acabasse com o Superman. De fato ele acabou, mas não do jeito que o mago queria. Clark Kent simplesmente esqueceu que era Superman.
Como resultado, o outrora tímido Clark Kent se tornou um repórter mais agressivo, mais decidido em seu trabalho, quase como se suas tendências heróicas estivessem procurando um meio de se manifestar. Ele começou a destemidamente fazer reportagens desmascarando chefões do crime, e desbaratando atividades criminosas. Esta "nova" personalidade de Clark atraiu Mirian, que outrora sempre o achou covarde e desprezível, e ela aceitou seu pedido de casamento.
Ela então viu que Clark não tinha memórias de seu alter-ego. Vagando por um parque, Lois achou o Wizard, agora decadente. Este lamentava que ter destruído Superman não havia melhorado em nada sua carreira criminosa, e agora se encontrava na obscuridade.
Lois o convenceu a restituir Superman, e ele o fez perante uma platéia. Superman então recobrou a memória (sendo um tanto quanto ingrato perante o homem que havia indiretamente o aproximado de Mirian Lane, a mulher que ele amava. Wizard foi mandado para cadeia sem dó.)

## Poderosa
Superman da Terra 2 acreditou por muitos anos ser o único sobrevivente de Krypton, até a chegada de sua prima Kara, a Poderosa, a Terra (uma óbvia contraparte da Supergirl da Terra 1). Seu nome kryptoniano era Kara Zor-L, sua identidade terrestre era Karen Star e era programadora de computadores. Superman já era idoso quando ela chegou, mas Kara ainda era jovem, pois sua nave tomou uma rota diferente e ela se manteve num estado de suspensão do qual só envelheceu 20 anos.

## Triste fim
O Superman da Terra 2 descobriu que tinha deixado de existir depois que o Antimonitor alterou a existência ao manipular o Big Bang. Devido a presença de Superman na Aurora dos Tempos, ele continuou a existir, mas ninguém tinha lembranças dele. Ele abandonou este universo depois de destruir o Antimonitor, e foi para um local de felicidade eterna da qual não tem volta, junto com sua Lois Lane, o Alexander Luthor da Terra 3, e o Superboy da Terra Prime. Os membros da Sociedade da Justiça, por terem estado na Aurora do Tempo, e conseqüentemente, antes do universo ser refeito, guardaram por algum tempo as lembranças referentes a este Superman. Foi descoberto, entretanto, que a deusa Afrodite e a andróide Mekanique ainda mantinham certos aspectos do pré-crise para satisfazer seus fins. Quando estas tramas foram elucidadas, some da mente de todos neste universo todas as recordações referentes ao Superman e Lois Lane da Terra 2, o Batman e Robin da Terra 2, A Mulher-Maravilha e Steve Trevor da Terra 2, o Aquaman da Terra 2, o Arqueiro Verde e Ricardito da Terra 2, bem como a Caçadora da Terra 2
O Superman da Terra 2 retornou na saga Crise Infinita onde foi morto pelo Superboy Prime.
Atualmente, O Superman da Terra 2 voltou como membro da Tropa Dos Lanternas Negros,na saga chamada Noite Mais Densa, lançada no Verão de 2009 (nos Estados Unidos).

## Poderes
Basicamente, os poderes de Superman da Terra 2 são os mesmos de nosso Superman.
Quando voltou como Lanterna Negro, ele também tinha um anel padrão da Tropa dos Lanternas Negros.

## Fraquezas
Gravidades diferentes tendem a alterar proporcionalmente seus poderes:
Esta seria uma explicação simplória para o fato de suas proezas, a gravidade terrestre simplesmente não poderia contê-lo. Superman da Terra 2 também é vulnerável a magia, devido a magia ser extremamente rara em Krypton, de modo que os kryptonianos não tinham a menor resistência a ela. de modo que como nenhum antepassado de Kal-L praticou magia, nenhum de seus poderes funciona contra magia. Ou seja, a invulnerabilidade dele não funciona contra os raios de um mago, nem ele pode usar visão de raio X para ver através de um objeto que seja de origem mágica.
Aparentemente, os poderes do Superman da Terra Paralela não sofrem efeitos devido a condições ligadas ao sol (como perder os poderes sob sol vermelho para o Superman da Terra 1, ou falta de exposição ao sol para o Superman de John Byrne), pelo menos é o que se tira do Superman Sourcebook, um suplemento para Dc Heroes RPG, da Mayfair Games.
Antes de Crise nas infinitas terras existiam uma diversidade de kryptonitas na Terra 1 (Terra Ativa), mas as mais conhecidas eram a vermelha (que causava mutações imprevisiveis em kryptonianos), a verde (que envenenava e tirava temporariamente os poderes), a branca (que matava plantas), a azul (fatal para Superman Bizarro, e podia eliminar efeitos de outras kryptonitas) e a dourada (o mais raro de todos os isótopos, poderia retirar PERMANENTEMENTE os poderes de um kryptoniano).
Na Terra 2, no entanto, só houve um isótopo conhecido de Kryptonita, a verde.
Em Crise Infinita (Infinite Crisis, minisérie de 7 partes e que mostra a aguardada volta do Superman da Terra 2), ele se mostrou invulnerável a kryptonita de nosso mundo.
A kryptonita extrai a energia solar estocada no corpo de Superman, deixando-o sem poderes e envenenando-o. Como o Superman da Terra 2 não nutre seus poderes com o sol, então deve haver outra explicação para ele ser afetado pela kryptonita da Terra 2.